# Fäderna
Fäderna är en dikt från 1895 av den svenske författaren Erik Axel Karlfeldt. Den är ett ode till Karlfeldts lantliga förfäder i Dalarna.

## Beskrivning
Dikten består av tre strofer och ligger nära det klassiska odet. I den första strofen hyllar Karlfeldt sina förfäders livsstil och attityd. I den andra förklarar han hur tanken på dem inspirerar honom i svåra stunder. I den tredje beklagar han att han själv inte har fortsatt i samma bana. Han försvarar dock sitt yrkesval och menar att sådant som förfäderna har stått för och upplevt kommer till uttryck i hans diktning.

## Tematik
Fäderna inleder Karlfeldts debutdiktsamling där den fungerar som en sorts programförklaring. Den placerar författaren i ett europeiskt litterärt sammanhang som håller det lantliga som ett ideal för friskhet och ungdomlig kraft och problematiserar det borgerliga och dekadenta. I Sverige var detta kännetecknande för 90-talisterna där Karlfeldt ingick. Internationellt gällde det för samtida författare som Thomas Hardy i England med romaner som Hemkomsten, Maurice Barrès i Frankrike med romanen Utan rotfäste, och i Tyskland för Heimatrörelsen och intresset för tysk filologi som hade ökat i bröderna Grimms efterföljd.
Idémässigt bryter Fäderna med den kristna världsbilden, vilket var typiskt för samtidens borgerlighet. Enligt Staffan Bergsten påminner de förfäder som dikten beskriver mer om Gamla testamentets patriarker än om syndamedvetna lutheraner. Karlfeldt var tidstypiskt sekulär, men uttryckte också gärna uppskattning för kristendomens roll som bevarare av traditioner och värden.

## Tillkomst
Den första versionen av dikten är daterad "9/1 93". Den är nedtecknad på utgångna auktionsformulär, vilket gav upphov till en myt om att den var skriven på auktionspapper från försäljningen av Karlfeldts fäderneshem Tolvmansgården. I själva verket var formulären bara överblivna papper som Karlfeldt hade liggande hemma.

## Utgivning
Dikten trycktes första gången i Ord och Bild 1895. Den trycktes sedan i Vildmarks- och kärleksvisor som gavs ut samma år.